# Wolfgang Rudolf Fabian
Wolfgang Rudolf Fabian (ur. 10 czerwca 1915 r. w Aabenraa w Niemczech, zm. 21 czerwca 1942 r. w rejonie Rżewa) – duński wojskowy pilot morski, oficer Luftwaffe podczas II wojny światowej.
Wolfgang R. Fabian wstąpił do marynarki wojennej. Przeszedł przeszkolenie na pilota morskiego uzyskując w 1936 r. certyfikat lotniczy. 22 grudnia tego roku awansował do stopnia Flyverløjtnant af 2nd Grad. Latem 1938 r. uczestniczył jako pilot w ekspedycji instytutu geodecznego i królewskiego duńskiego instytutu morskiego na Grenlandię. 1 stycznia 1939 r. uzyskał stopień Flyverløjtnant af 1ste Grad. Służył w bazie lotniczej w Slipshavn. 8 lipca 1941 r. za zgodą rządu duńskiego wstąpił ochotniczo do Luftwaffe. Przeszedł szkolenie w Jagdfliegerschule 4 w Fürth, a następnie Blindfliegerschule 4 w duńskim Kastrup. Dostał przydział do jednostki lotniczej 9/JG51, która służyła na froncie wschodnim. Latał na myśliwcach Bf 109. Nie uzyskał żadnego zwycięstwa powietrznego. 21 czerwca 1942 r. na północny wschód od Rżewa został zestrzelony przez sowiecką artylerię przeciwlotniczą.